# 大雅朝順宮
大雅員林里_朝順宮位在臺中市428大雅區員林里大林路66巷11號，奉祀主神為李池吳朱范五府千歲-中部少數背五鋒旗特色王爺，為沙鹿六路里_朝順宮分靈而來，另有同祀玉皇上帝、觀音菩薩、神農大帝、玄天上帝、註生娘娘與婆姐、濟公活佛、至聖先師、天上聖母-大雅區_永興宮分靈與千里眼、順風耳將軍、包府千歲、值星太歲牌、清府千歲、中壇元帥、福德正神、虎爺公以及外五營兵將[共十一香爐]。另有客神ˍˍ高雄甲仙靈隱寺濟公師父降駕濟世~~因池府王爺救世無數，庄民倡議集資建廟，民國73年甲子（公元1984年）左右落成安座。
朝順宮每年李王香期均回南鯤鯓代天府進香，近幾年也轉往麻豆代天府，為前三年南鯤鯓，後三年麻豆之行程模式。
大雅朝順宮每周六（遇農曆初一與十五停辦）晚上8:00王爺、帝爺、太子爺、虎爺與師父落降駕為信眾開辦濟世聖事，報名祭改者須提前2~3天(星期三最佳)攜帶已穿過有領子且不會黏米材質的衣服及一杯米(炊米杯)臨廟報名，會由廟方教您如何稟報。

## 外部連結
- 大雅區公所
- 大雅朝順宮-臉書粉絲專業